# Джміль-зозуля лісовий
Джміль-зозу́ля лісови́й (лат. Bombus sylvestris) — вид джмеля-зозулі, який зустрічається на території більшої частини Європи та Росії. Основними його хазяїнами є Bombus pratorum, Bombus jonellus та Bombus monticola. Як джміль-зозуля, Bombus sylvestris «підкидає» свої яйця в гнізда інших джмелів. Розплід джмелів-зозуль вирощують робочі особи інших видів джмелів, що дозволяє джмелям-зозулям витрачати мінімум енергії та ресурсів на свій розплід, водночас джмелі-зозулі слідкують за виживанням їх розплоду.

## Таксономія та філогенія
Джміль-зозуля лісовий (Bombus sylvestris) належить до ряду Перетинчастокрилі (Hymenoptera). Зокрема, вид входить до родини Бджолині (Apidae), підродини Apinae та триби Bombini.

## Опис та ідентифікація
Це невеликий джміль; довжина тіла самки становить 15 мм, а самця — 14 мм. Голова кругляста, а хоботок короткий. Його облямовування чорного кольору з жовтою облямівкою спереду та з білою облямівкою ззаду. Іноді джміль може мати кілька блідих волосків на голові, щитку та/або на тергіті (черевний сегмент). Самець мінливий меланіст. Ті, які рідко зустрічаються на півночі Шотландії мають черевце, яке з жовтою облямівкою замість білої.

### Відмінності між джмелем-зозулею та самкою-засновницею/робочими особинами джмелів
Джміль-зозуля має багато фізичних відмінностей від звичайних джмелів. Самки джмеля-зозулі не мають пилкового кошика на задніх ногах. Більшість джмелів-зозуль також не виробляють віск між їх черевними сегментами, хоча є дані, що Bombus sylvestris виділяє віск.
Оскільки В. sylvestris не має здатності виділяти віск, він не здатний виробляти комірки стільника, в які вкладаються яйця джмелів, і він не має можливості створювати «медові горщики», з яких новоявлений розплід може живитися. Проте, це добре слугує обороні джмеля-зозулі, оскільки немає слабких місць між черевними сегментами джмеля-зозулі, які інші джмелі могли б проколювати жалами. Ба більше, джмелі-зозулі трохи менш волохаті, мають коротші язички, мають більш загострене черевце і мають набагато міцніші тіла, ніж звичайні джмелі.

## Поширення та оселище
Джмеля-зозулю лісового можна зустріти по всій території Європи від північної половини Піренейського півострова до південної Італії, від Греції на півдні за Полярне коло на півночі та від Ірландії на заході до найсхіднішої частини Росії. Вони зустрічаються по всій Британії, але їх немає на частинах Східної Шотландії, архіпелагу Сіллі, Шетландських островів.
Більшість Bombus sylvestris можна знайти на постіндустріальних місцях, місцях видобутку корисних копалин та териконах садах, парках, рідколіссі та листяних лісах, саме тому вони отримали свою назву джміль-зозуля лісовий.

## Живлення
Джмеля-зозулю лісового (Bombus sylvestris) можна знайти на білій глухій кропиві, головатні, білій конюшині, болотному зіллі, вербі, лаванді, синяку звичайному та інших рослинах.

## Колоніальний цикл
Самки вийдуть з діапаузи через кілька тижнів після того, як їх вид хазяїна вийде з діапаузи. Цільовим видом хазяїна є майже завжди Bombus pratorum, що спостерігається в дослідженнях Хоффера (англ. Hoffer) в 1889 р. та Купера і Швамбергера (англ. Kupper & Schwammberger) у 1995 році. Самка вибирає гніздо свого хазяїна, оцінюючи стадію розвитку хазяїна в цьому гнізді. Оскільки робочі особини джмелів несуть повну відповідальність за вирощування розплоду «самозванців», самка джмеля-зозулі повинна дуже ретельно вибирати гніздо свого хазяїна. Зазвичай, самка джмеля-зозулі шукає гніздо, в якому є декілька робочих особин, бо це показує, що колонія здатна буде піклуватися про її розплід. Проте, вона також повинна уникати гнізд, де є занадто багато робочих особин, щоб у випадку, якщо її виявлять і нападуть, то щоб її не вбили разом з яйцями. Отже, B. sylvestris стикається з проблемою знайти оптимальне гніздо в обмеженому часовому проміжку. Якщо гніздо, в яке вона входить, добре розвинене, то є ймовірність, що робочі особини нападуть на паразитичного B. sylvestris і вб'ють його. Проте, якщо цільове гніздо занадто слабо розвинене, то самка лісового джмеля-зозулі не зможе виростити великий розплід. Як тільки вона знайде цільове гніздо свого хазяїна, вона підкрадається до гнізда, щоб захопити колонію.

## Поведінка
Оскільки джмелям-зозулям не потрібно постачати ресурси своєму розплоду, вони не схильні добувати їжу так агресивно або старанно, як самка-засновниця та робочі особи джмелів. Перш ніж проникнути в гніздо, джмелі-зозулі, як правило, поводяться аналогічно самцям джмелів — п'ють нектар до повного насичення, а потім відпочивають, доки знову не зголодніють.

### Набування гнізда
Самки джмелів-зозуль зазвичай використовують їх запах, щоб знайти гніздо. Вони мають тенденцію проникати в гніздо і жалити наявну самку-засновницю до смерті, перш ніж відкладати яйця. Проте, самка джмеля-зозулі може прокрастися до гнізда, сховатися на пару днів, щоб переконатися, що вона пахне гніздом, а потім відкладати яйця без виявлення. Що стосується паразитарних відносин, це не приносить користі для гнізда, тому що личинки джмелів-зозуль крадуть ресурси з гнізда та енергію у робочих особин, водночас нічого не вносячи в гніздо.

### Збирання пилку
Самка Bombus sylvestris не може зібрати пилок для свого гнізда, тому що вона не має пилкового кошика, який є на задніх ногах не паразитичних джмелів. Проте, лісовий джміль-зозуля живиться пилком, як звичайні соціальні джмелі, тому що пилок сприяє дозріванню яєчників у запліднених самок.

### Вирощування робочих особин
Самки Bombus sylvestris не здатні виростити жодних робочих особин. Джміль-зозуля плодить тільки фертильні самки, ідентичні собі. Ба більше, ці нащадки не в змозі виконати завдання робочих особин, які зазвичай виконують соціальні джмелі, такі як виготовлення воскових комірок стільника та збирання пилку.

## Втручання людини в паразитарні відносини
Втручання людини непотрібне і неприпустиме. B. sylvestris розвинувся природним шляхом поряд зі своїми цільовими видами, такими як B. pratorum та B. jonellus, і представляє природний порядок їх існування. Альтернативний метод допомоги джмелям полягає у забезпеченні джмелів багатим середовищем та оселищем.

## Екологічний підсумок
Оскільки це джміль-зозуля, Bombus sylvestris не будує власного гнізда; швидше, він захоплює гнізда інших джмелів. Його головним хазяїном є Bombus pratorum, але також паразитує на Bombus jonellus та Bombus monticola. При патрулюванні молодих самок, з якими можна спаруватися, самці літають по колу, приблизно, на висоті 1 м над землею, маркуючи предмети феромонами для приваблення самок. Цей джміль часто відвідує осот та ожину. Самка Bombus sylvestris також живиться на глухій кропиві, кульбабі, гіркокаштані, вербі, лаванді та інших рослинах. Самці, навпаки, відвідують конюшину, альканет, чорнокорінь, волошку та багато інших рослин.